# SeaBird Designs
SeaBird Designs ist nach eigenen Angaben der größte Kajakhersteller in Norwegen. Das seit 2006 produzierende Unternehmen exportiert seine Kajaks weltweit.

## Produkte
Die Produktpalette reicht von Freizeitkajaks aus HDPE (High Definition Polyethylene) bis zu Seekajaks aus Carbon.
Zur Herstellung von Plastikkajaks wendet der norwegische Kajakbauer zwei verschiedene Bauweisen an. Ein Teil der Kajaks wird aus einlagigem HDPE gefertigt, ein weiterer Teil aus einem dreilagigen „Sandwich-System“ aus HDPE als äußerer Schicht, einer leichten Schaumstoffschicht in der Mitte und einem festen Kunststoff als innere Schicht. Dieses dreilagige System hat den Vorteil, dass das Kajak leichter ist, als wenn es nur aus HDPE gefertigt würde und eine steifere Form erhält. Darüber hinaus sorgt der Schaumstoff als Mittelschicht für einen höheren Auftrieb. Für die Herstellung der Modelle wird das Rotationsverfahren angewandt.
Die Serie der Laminatkajaks umfasst elf Modelle. Diese Modelle werden in Fiberglas-, Kevlar- und Karbonausführung geliefert. 
Durch die Nähe zur Kajakszene baut die Marke ihr Sortiment stetig aus und versucht, unter anderem mit Hilfe des Kajakdesigners Björn Thomasson, ständig aktuelle Modelle herauszubringen.